# 絲條短平口鯰
絲條短平口鯰為輻鰭魚綱鯰形目長鬚鯰科的其中一種，分布於南美洲亞馬遜河及奧里諾科河流域，本魚體長紡錘型，幼魚時期便有細長的觸鬚、尾鰭上葉延長呈絲狀，體銀白色，幼體表現出黑色的身體斑點或斑點，成魚斑點消失，體色轉為銀灰色或灰黑色，尾鰭深分叉，一般可長達270公分，最大可達360公分、重200公斤，為世界上最大的淡水魚之一以及是世界最大的鯰魚之一，棲息在沙泥底質的溪流、河口區，屬肉食性，生活習性不明，可做為食用魚、觀賞魚及遊釣魚，在水族市面上稱為撒旦鴨嘴。

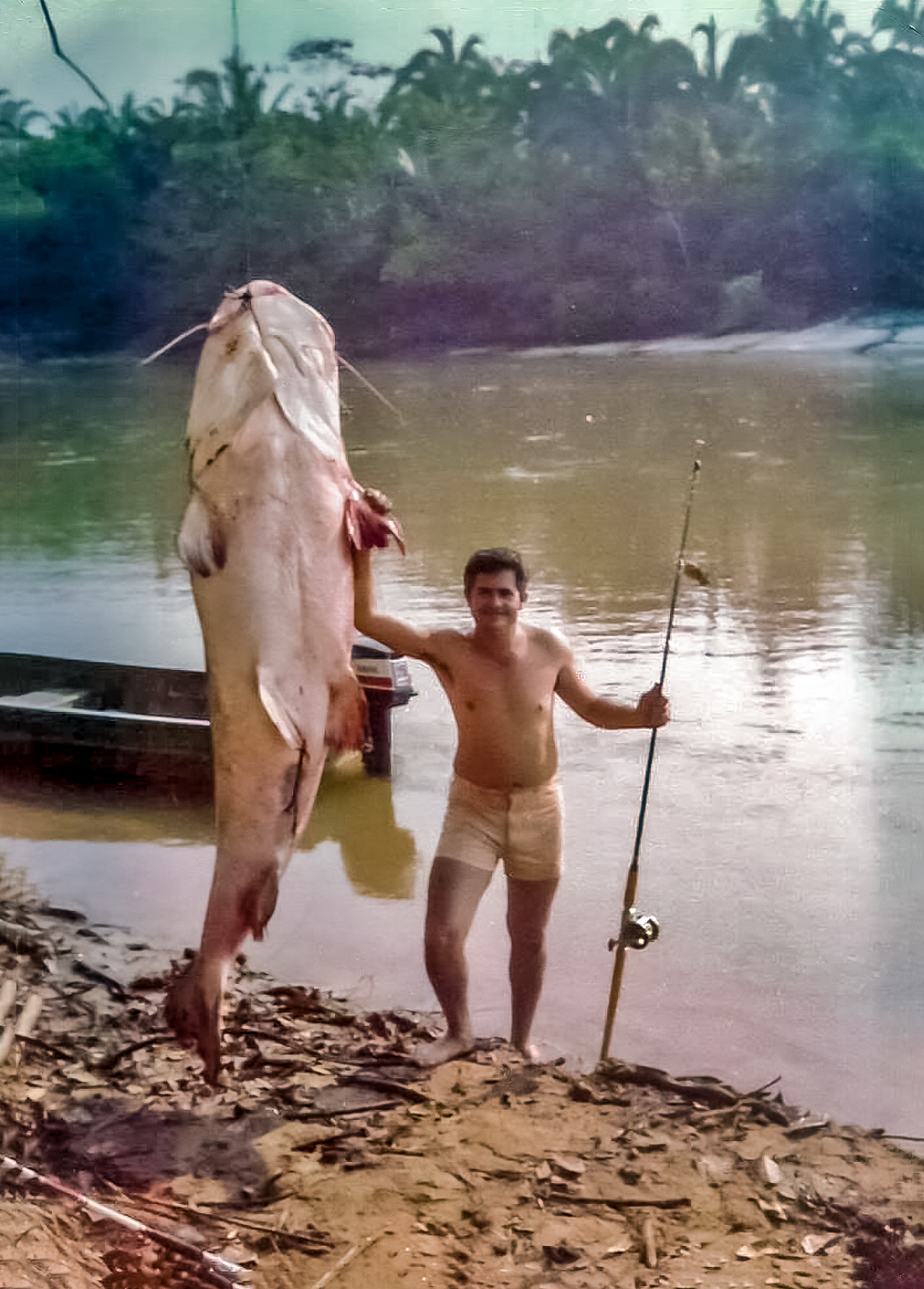